# Frédéric-Jérôme de La Rochefoucauld
Frédéric-Jérôme kardinal de La Rochefoucauld, francoski rimskokatoliški duhovnik, škof in kardinal, * 16. julij 1701, Versailles, † 29. april 1757.

## Življenjepis
22. januarja 1729 je bil imenovan za nadškofa Bourgesa; 6. julija je bil potrjen in 7. avgusta 1729 je prejel škofovsko posvečenje.
10. aprila 1747 je bil povzdignjen v kardinala in imenovan za kardinal-duhovnika S. Agnese fuori le mura.